# Estação Honório Gurgel
Honório Gurgel é uma estação de trem do Rio de Janeiro, pertencente ao ramal de Belford Roxo, gerenciada pela Supervia e que atende ao bairro homônimo.

## História
A estação de Honório Gurgel foi inaugurada pela Estrada de Ferro Melhoramentos como apeadeiro em 1 de novembro de 1895.. Em 17 de março de 1905, já sob gestão da Estrada de Ferro Central do Brasil, foi elevada para estação.
Em 1978, após a Central do Brasil ter sido incorporada pela Rede Ferroviária Federal, foi lançado o projeto de reconstrução da estação através do edital de tomada de preços Nº003-TP/78.
Desde 1998, é administrada pela concessionária SuperVia.

## Serviço Circular de Honório - Deodoro
No dia 18 de maio de 2015, foi iniciado o Serviço Circular Honório - Deodoro utilizando-se da antiga Linha Auxiliar. A linha proporcionava integração mais rápida (menor de 10 minutos) com as Linhas Deodoro, Japeri e Santa Cruz.
Em 27 de dezembro de 2016, o serviço foi desativado/suspenso por tempo indeterminado.

## Plataformas
|  | ↑ a ↑ |

| 1 |

|  | ↑ b ↑ |

|  | ↓ c ↓ |

| 2 |

|  |  |  |

|  | ↑ a ↑ |

| 1 |

|  | ↑ b ↑ |

|  | ↓ c ↓ |

| 2 |

|  |  |  |

|  | ↑ a ↑ |

| 1 |

|  | ↑ b ↑ |

|  | ↓ c ↓ |

| 2 |

|  |  |  |

|  | ↑ a ↑ |

| 1 |

|  | ↑ b ↑ |

|  | ↓ c ↓ |

| 2 |

|  |  |  |